# Asato Miyagawa
Pour les articles homonymes, voir Miyagawa.
Asato Miyagawa (宮川 麻都, Miyagawa Asato), née le 24 février 1998, est une footballeuse internationale japonaise.

## Biographie

### En club
Miyagawa commence sa carrière en 2016 avec le club du Nippon TV Beleza.

### En équipe nationale
En 2014, elle est sélectionnée en équipe du Japon des moins de 17 ans pour disputer la Coupe du monde féminine des moins de 17 ans en 2014, remportée par le Japon.
En 2018, elle est sélectionnée en équipe du Japon des moins de 20 ans pour disputer la Coupe du monde féminine des moins de 20 ans en 2018, remportée par le Japon.
Le 2 mars 2019, elle fait ses débuts avec l'équipe nationale japonaise lors de la SheBelieves Cup 2019, contre l'équipe du Brésil. Elle participe à la Coupe du monde 2019. Elle compte 9 sélections en équipe nationale du Japon.

## Statistiques
Le tableau ci-dessous présente les statistiques de Asato Miyagawa en équipe nationale
| Équipe du Japon | Équipe du Japon | Équipe du Japon |
| Année           | Matchs          | Buts            |
| --------------- | --------------- | --------------- |
| 2019            | 9               | 0               |
| Total           | 9               | 0               |

## Palmarès
- Vainqueur de la Coupe du monde des moins de 20 ans 2018
- Troisième de la Coupe du monde des moins de 20 ans 2016
- Vainqueur de la Coupe du monde des moins de 17 ans 2014